# Pinuccio Ardia
Pinuccio Ardia, nome d'arte di Rodolfo Ardia (Napoli, 21 agosto 1914 – Roma, 15 febbraio 1994), è stato un attore italiano, noto per le sue parti da caratterista dialettale.

## Biografia
Nobile napoletano fece il suo esordio cinematografico abbastanza tardi, conoscendo però un immediato successo nella figura comica del ladruncolo da strapazzo di tono aristocratico soprannominato non a caso Il Barone nel film Operazione San Gennaro diretto da Dino Risi nel 1966. Tuttavia, dopo questo iniziale successo, e nonostante abbia partecipato a numerose pellicole successive tra gli anni sessanta e i settanta, non riuscì mai a replicare la popolarità iniziale rimanendo in ruoli molto marginali in gran parte delle sue pellicole. 
Ha partecipato anche ad alcuni sceneggiati televisivi, tra i quali sono da ricordare Napoli 1860 - La fine dei Borboni, del 1970, per la regia di Alessandro Blasetti, Storie della camorra (di Paolo Gazzara, del 1978) e Il furto della Gioconda per la regia di Renato Castellani.

## Filmografia

Pinuccio Ardia nel film Operazione San Pietro di Lucio Fulci (1967)

- Operazione San Gennaro, regia di Dino Risi (1966)
- Operazione San Pietro, regia di Lucio Fulci (1967)
- Riderà (Cuore matto), regia di Bruno Corbucci (1967)
- Little Rita nel West, regia di Ferdinando Baldi (1967)
- Preparati la bara!, regia di Ferdinando Baldi (1967)
- 10.000 dollari per un massacro, regia di Marino Girolami (1967)
- Donne... botte e bersaglieri, regia di Ruggero Deodato (1968)
- Io non protesto, io amo, regia di Ferdinando Baldi (1968)
- La più bella coppia del mondo, regia di Camillo Mastrocinque (1968)
- Basta guardarla, regia di Luciano Salce (1970)
- Il giorno del giudizio, regia di Mario Gariazzo (1971)
- Gli fumavano le Colt... lo chiamavano Camposanto, regia di Giuliano Carnimeo (1971)
- Anno uno, regia di Roberto Rossellini (1974)
- Piedino il questurino, regia di Franco Lo Cascio (1974)
- Paolo Barca, maestro elementare, praticamente nudista, regia di Flavio Mogherini (1975)
- Occhio alla vedova, regia di Sergio Pastore (1975)
- La vergine, il toro e il capricorno, regia di Luciano Martino (1977)
- I briganti, regia di Giacinto Bonacquisti (1982)
- Vendetta dal futuro, regia di Sergio Martino (1986)
- Dolce pelle di Angela, regia di Andrea Bianchi (1986)
- C'è posto per tutti, regia di Giancarlo Planta (1990)
- Briganti - Amore e libertà, regia di Marco Modugno (1993)

## Doppiatori
- Carlo Croccolo in Operazione San Gennaro, Operazione San Pietro, Piedino il questurino, Briganti - Amore e libertà
- Lauro Gazzolo in Preparati la bara!, Little Rita nel West, 10.000 dollari per un massacro
- Renato Turi in Donne, botte e bersaglieri
- Stefano Sibaldi in Gli fumavano le Colt...lo chiamavano Camposanto